# Пројекат Винус
Пројекат Винус (енгл. The Venus Project) организација је Жака Фрескоа и Роксен Медоуз (енгл. Roxanne Meadows) која се залаже за побољшање друштва путем тзв. економије засноване на ресурсима. Своју филозофију заснивају на визији будућности у којој неће бити корупције, рата, криминала, сиромаштва и отпада, a која се може постићи разумним располагањем Земљиним ресурсима, при чему би Земља са свим својим ресурсима била проглашена заједничком баштином свих људи. Седиште организације је у градићу Винус на Флориди, по ком је пројекат и добио назив. Медији и активисти у Србији ову организацију називају Венус пројекат.

## Развитак идеје и пројекта

### Велика депресија
Жак Фреско, аутор концепта економије засноване на ресурсима и оснивач пројекта Винус, почео је да размишља о улози друштва и будућности човечанства још као дечак, у време Велике депресије, када је већина људи гладовала без посла и новца . Фреско није могао да схвати због чега су многи људи гладовали и били без крова над главом иако је било и фабрика и робе — сви ресурси су били ту, али људи нису имали новца. Тада је схватио, како сам каже, да правила привреде леже на погрешним основама. Од тада Фреско почиње са изучавањем друштвених техничких наука и увежбавањем дизајна.

### Пројекат Американа
Своје ране визије боље будућности Фреско је први пут представио под именом пројекат Американа (енгл. "Project Americana"). Средином педесетих и шездесетих година 20. века, Фреско је развио десетогодишњи план америчке друштвене промене. Његова визија састојала се од кружних градова као и примене стопроцентне аутоматизације градских система, у којима би машине контролисале друге машине. То је била визија града који размишља(енгл. "thinking city"). Национални план је такође укључивао и методе за помоћ земљама након ратова, тако што ће се код њих градити монтажне фабрике које би производиле монтажне делове за грађевине. Фреско је желео да створи много културних центара и да промени наставни план и програм у школама. Након успешног појављивања у две епизоде емисије Град Фреда Фишера (енгл. "Town with Fred Fischer"), у којима је Фреско представио део својих идеја, 1962. године подржава га CBS у стварању иновативних идеја.
Почетком 1960.те године калифорнијски адвокат, Џералд Барон упознаје Фрескоа са Хубертом Хампрејем, са којим се наставила преписка све до средине 60-их. Намера је била да се пројекат Американа препише Хампреју и по њему спроводи, са чиме се Фреско није сложио. Хампреј би касније постао потпредседник Линдона Џонсона, који је применио нове друштене програме познатије под именом Велико друштво (енгл. "Great Society").

### Социокибернетика
Фрескова идеја за пројекат Американа наставила је да се развија и постала непрофитна организација под именом Социокибернетика (енгл. Sociocyberneering Inc). Фреско је ову организацију основао 1971. год. То је била научна организација, која је у свом врхунцу бројала 250 људи, од којих су касније многи постали Фрескоови ученици. Фреско је често држао предавања у Мајамију и у својој кући у Корал Гејблсу (енгл. Coral Gables). Теме његових предавања су између осталих биле о друштву, друштвеним променама, науци, технологији, инжињерингу, архитектури, религији, мудрости, семантици, антропологији и образовању. Осим предавања Фреско је радио са члановима на дизајну, филмовима и литератури која је обухватала циљеве и задатке ове организације.
Термин „социокибернетика“ се може дефинисати као „примена најсавременије форме компјутерске технологије у управљању пословима“". Основни циљ социокибернетике је био примена најсавременијих достигнућа науке и технологије у решавању економских и друштвених проблема, односно приступ поновном дизајнирању друштва у хуманистичком смислу, са акцентом на налажење практичних решења која се брзо могу применити и решити проблеме са којима се друштво суочава. Највећи значај дат је проналажењу додатних начина за штедњу енергије и међународну сарадњу у свим областима друштва. Један од важних аспеката њихове идеје био је и обједињавање знања и систематски приступ при изградњи градова. Било је такође много осврта на будућност кибернетске технологије са приговорима да будућност људи и градова не зависи од тога како ће град бити дизајниран. Изучавањем историје, психологије и еволуције утврђено је да би већина људи у таквом друштву, била изузетно добро оспособљена у свим друштвеним аспектима.
Фреско је дизајнирао кружни град тако да буде пречника од једну миљу, са радијално размештеним концентричним круговима. Сваки прстен би обављао одеђену функцију као што је пољопривреда, рекреација, становање и многе друге. У центру града, у куполи би се налазио суперкомпјутер, који би функционисао као централизовани систем управљања подацима за аутоматизоване процесе у целом граду.
Током седамдесетих година Фреско се ангажовао на ширењу организације и на образовању људи за своје идеје. У циљу њиховог остварења, Фреско почиње да држи предавања на универзитетима и да гостује у радио и телевизијским емисијама, као што су Шоу Ларија Кинга (енгл. Larry King Show) и Монтажа Џоа Абрела (енгл. Joe Abrell's Montage). Лари Кинг је неколико пута позивао Фрескоа у своју радио емисију као и телевизијску емисију. У емисијама је Фреско разговарао са академицима о предлозима и циљевима Социокибернетике.
Чланови Социокибернетике су на врхунцу своје бројности почели да улажу новац у 40 acres (16 ha) земље у месту Напуљ на Флориди. Желели су да саграде експериементалну заједницу у којој би живели и радили. Међутим, инвестиције су прекинуте а земља је продата. Резултат овога је делимичан распад Социокибернетике. Фреско је након тога продао своју кућу и населио се у руралном Винусу. На пољопривредном земљишту је основао истраживачки центар Социокибернетике 1980. године. Уз помоћ преосталих чланова конструисао је неколико грађевина на основу свог дизајна. Након премештања Социокибернетика је постала мање популарна јер је већина чланова остала у Мајамију. Временом се активност Социокибернетике смањила, а Фреско се посветио дизајнирању и учењу уз Роксен Медоуз (енгл. Roxanne Meadows), која је остала његова сарадница.

### Од Социокибернетике до Пројекта Винус
Фреско је поново покренуо Социокибернетику 1994. године под новим именом - пројекат Винус (енгл. The Venus Project). Иако је назив „Пројекат Винус“ Социокибернетика добила 1994. године, као година оснивања овог пројекта узима се 1975. година, када су Жак и Роксен дошли у Винус и основали истраживачки центар. Фреско је до тада сакупио већи број дизајна и модела, који би могли предстаљати опште нацрте о томе како би будућност коју Пројекат Винус предлаже могла да изгледа и функционише. Винус, мало место у коме је истраживачки центар, налази се у централној Флориди близу западног језера Окичоби, око 50 mi (80 km) североисточно од Форт Мајерса. На плацу површине 21,5 acres (8,7 ha) налази се 10 зграда по Фресковом дизајну, које приказују део архитектонских достигнућа које Пројекат Винус предлаже. То је делом истраживачки центар за представнике пројекта, Фрескоа и Роксан, а делом и образовни центар за присталице пројекта.

## Циљеви и предлози
Циљ пројекта Винус је поновно дизајнирање садашње културе, и стварање глобалне цивилизације у којој неће бити ратова, глади, сиромаштва, криминала, па чак ни међусобне мржње. Иако при самој помисли на овакве циљеве пројекат Винус многима личи на утопију, све претпоставке и предлози пројекта Винус настали су као плод дугогодишњег истраживања оснивача пројекта, Жака Фрескоа. Дакле до свих, по некима идеолошких, закључака и предлога дошло се изучавањем више области науке. Приликом анализе људског понашања на Фрескоа је највећи утицај имало лично искуство са урођеничким племенима, што га је заинтересовало за изучавање социо-културне антропологије и механизама којима се под спољним утицајима обликује људско понашање. Као што је речено, циљ Пројекта Винус је потпуно поновно дизајнирање садашње културе, што значи да у једну такву идеју улазе потврђена знања из скоро свих области науке. Међутим, многи примери показали су да су такви циљеви неизводљиви у времену у коме је новац мерило свега. Због тога се у циљу стварања таквог друштва, какво пројекат Винус предлаже, данашњи систем заснован на новцу мора заменити систему који се заснива на ресурсима. Дакле најважније место у циљевима пројекта Винус заузима економија заснована на ресурсима.

### Економија заснована на ресурсима
Глобална цивилизација за коју се пројекат Винус залаже неће користити монетарну економију, већ нову, економију засновану на ресурсима, у којој ценовни механизми не представљају посредника између понуде и потражње. У таквом систему, ни људски рад не би доприносио процесу екстракције, производње и дистрибуције, нити би се користито у виду услуга. Уместо механизма цене, економија заснована на ресурсима користи кибернетску технологију, која замењује људски рад у свим гранама привредних и ванпривредних делатности. Жак Фреско сматра да је, могуће заменити људе, у раду било ког посла аутоматизованим системима. Уколико се овај систем постигне и организује у инфраструктури повезаној кибернетским системима, ресурси би се могли пратити у процесу екстракције, производње и дистрибуције, догле год се ти процеси одвијају у затвореном систему, као што је наша планета. Фреско даље наводи да би овакав напредак технологије, уколико буде вођен независно од профита, створити већу доступност ресурса већем броји људи, стварајући обиље производа и материјала. Фреско сматра да су производне могућности савремене технологије на толико напредном нивоу да се њиховом интелигентном употребом може створити обиље у коме ценовни механизам више неће бити неопходан као средство вредновања ресурса. Жак сматра да би људи временом наставити овакав тренд, и да би уз правилну употребу кибернетике могли превазићи границу онога што данас називамо изобиљем. На тај начин би се могла елеминисати потреба за новцем. Обиље је још изводљивије обзиром на тренутне и будуће могућности нанотехнологије. Остварење економије засноване на ресурсима зависи од глобалног надзора планетарних ресурса, како би се могла успоставити хијерархија ресурсних могућности и како би се на основу тих података човечанство могло развијати. У суштини, развој би зависио од расположивих ресурса. Фреско сматра да имамо довољно енергије и ресурса и да би они могли да већ данас задовоље све потребе људи. Пројекат Винус сматра да би, уколико се ресурси преведу у средства којим би људске потребе могле бити задовољене, друштво прошло кроз парадигматску промену у свим аспектима. Новонастало изобиље и испуњење људских потреба би смањило тенденцију према корупцији, криминалу, похлепи и рату. То би убрзо довело до нестанка затвора, полиције, закона и политике. У таквом систему, тежња ка добром животу индивидуе више неће повређивати друге људе, околину или њих саме. Неизвесност опстанка, коју ствара неиспуњење основних животних жеља и потреба, више не би стварало притисак који оптерећује људе, а профит више неће бити доминантна мотивација за допринос човечанству. Систем вредности људи би се променио и људима ће бити задовољство да чувају и унапређују систем који се заиста стара о њима.
Укидање новца није једина одлика економије засноване на ресурсима. Жак Фреско често економију засновану на ресурсима назива интелигентним управљањем Земљиних ресурса. Дакле, у циљу интелигентног коришћења ресурса пројекат Винус предлаже низ промена у многим областима (нпр: изградња нових градова, коришћење искључиво обновљивих и чистих извора енергије итд).

#### Градови будућности
Интелигентно управљање Земаљских ресурса за које се Фреско залаже укључује нове енергетско ефикасније градове. У дизајнима Фреско је тежио што већој економичности и практичности, што се види из његових нацрта. При дизајну градова, Фреско је прорачунао да је најисплатљивије и најпрактичније стварати градове кружног облика. Закључио је да је најисплативије градити градове као целину. Унутрашњост градова би концентричним круговима била подељена на појасеве. Тако би у центру града била централна купола, у којој би се налазио главни компјутер, школе, приступни центри и здравствени центри. Испод централне куполе налазили би се Маглев возови, који би служили за међуградски транспорт. Транспорт унутар града би се обављао једношинским железницама и тзв. трансвејерима који би вршили транспорт вертикално, радијално и линијски. Овакав транспорт свео би коришћење аутомобила на минимум. У следећем појасу су истраживачки, научни, музички, уметнички и забавни центри. Након њега следи стамбени појас у коме су различите варијанте кућа. Свака кућа је од следеће одвојена језерима и дрвећем, тако да се из једне куће не може видети друга. Бујна флора у граду је ту да би показала да је могућ спој природе и технологије. Након тога би следио пољопривредни појас. По ободу би се налазио рекреациони појас, који садржи паркове и терене за разне спортове. Испод града налазила би се мрежа канала за довод воде, струје и топлотне енергије, и одвод смећа и отпада који се касније рециклира. При изградњи града све зграде би се градиле аутоматски, од централне куполе до рекреационог појаса. Градови би у зависности од локације користити енергију ветра, соларну енергију, енергију таласа и морских струја и геотермалну енергију.

#### Градови на мору
При дизајнирању градова будућности Фреско је отишао толико далеко да дизајни обухватају и градове који се налазе на површини мора. Сваки од градова имао би посебну функцију. Неке од функција би биле: узгајање морског живота, обнова природних морских станишта и експлоатација ресурса мора и океана. Многи од тих градова били би универзитетски градови, у којима би се изучавале теме попут океанографије. Неки од градова били би плутајуће болнице, које се у случају наглог пораста болести у неком региону лако могу транспортовати. Неки од градова имали подводне опсерваторије које би служиле за посматрање и проучавање морског жиота у природним стаништима. Ови градови би користили енергију ветра, соларну енергију и енергију таласа и морских струја. Изградња градова на мору је, како Фреско тврди, могућа већ данас.

### Развојна култура
Фреско је културу будућности у економији заснованој на ресурсима назвао развојна култура. Најважније карактеристике овакве културе биле би: промене у васпитању и поступању са децом које би довеле до новог система вредности; живот у складу са законима природе, а не са законима које је створио човек; одлучивање у складу са потврђеним знањима, истраживањима и расположивим ресурсима; језик прецизнијег значења који би олакшао комуникацију; константан развој и унапређивање целог друштва, у коме неће бити ничег фиксираног и непроменљивог.

#### Васпитање и образовање
Фреско сматра да људско понашање и сисем вредности потпуно зависе од околине у којој је рођен и од спољних фактора који на њега утичу. Он често наглашава да човек не може ни да размишља о нечему чему није био изложен и да појмови нормалан, добар, лош, исправно и погрешно имају различита значења за људе који су излагани различитим спољним факторима. Због таквог схватања, Фреско каже да не постоје добри или лоши људи и да су сви идеално прилагођени околини која их окружује. Верује да је и креативност продукт околине и да у друштву које подстиче креативност свако може бити креативан, али да данашње друштво има супротне циљеве. Детињство је важан период стварања личности, због тога ће родитељи, у будућности за какву се Жак залаже, бити информисани о факторима који утичу на људско понашање, систем вредности и мотивацију. По Фрескоу, деца су радознала и уче врло брзо и лако, али родитељи временом убијају знатижељу у њима, тако што не дају одговоре на питања која деца постављају и не подстичу радознаост. Фреско сматра да ће друштво будућности мотивисати децу да уче, деле идеје, унапређују се и доприносе свету. Деца у школама неће добијати оцене, зато што оцена ствара љубомору и у великој мери спречава децу у дељењу идеја. Многе активности захтеваће тимски рад, што ће учити децу да сарађују, а не да се надмећу. Настава ће бити практична тако да деца могу да виде примену онога што уче, а одвијаће се у околини која одговара теми. Тако ће нпр. они заинтересовани за океанографију вероватно живети у универзитетским градовима на мору, који имају подводне тунеле за посматрање тако да се морски живот посматра у природном стању. Фреско верује да ће у друштву таквог система вредности основни циљ сваког појединца бити допринос свету. Деца ће такође бити васпитавана тако да насилно решавање проблема сматрају неприхватљивим. Поремећаји личности који проузрокују насилно понашање биће уочени још у детињству, тако да ће се таквој деци пружити помоћ на време. Фреско сматра да затвор не може да промени особу у позитивном смислу, због тога ће особе које ипак почине неки злочин бити лечене.

##### Људска природа или људско понашање?
Оно чему пројекат Винус највише тежи, приликом остваривања својих предлога, јесте промена људског система вредности. Пројекат Винус има визију будућности у којој не би било затвора, полиције и војске. Фреско сматра да се наше друштво не може назвати цивилизованим све док имамо те институције. Међутим, многи сматрају да је људска тенденција ка насиљу, похлепи, мржњи и свим осталим негативним емоцијама урођена, односно да су за све заслужни гени и људска природа. Ипак, многи психолози су већ утврдили да то није тачно. Нетачност такве хипотезе потврдила су и новија истраживања. Утврђено је да људи наслеђем могу добити само предиспозиције за све наше особине, изузев малобројних болести. Предиспозиција није исто што и предодређеност. То значи да се нико не рађа зао и похлепан, већ да људи добијају такве особине од околине која их окружује. Предиспозиција неког понашања се може замислити као окидач који активирају спољни утицаји. Дакле, уколико околина не активира одређено понашање оно се неће манифестовати. Околина утиче на људе, како кажу стручњаци, још у периоду трудноће, односно још од најранијег детињства. О том времену, како они кажу, деца имају само имплицитну меморију односно емотивно памћење. То значи да ће се дете које се нпр. у најранијим данима осећало усамљено тако осећати и у будућности иако за то не зна разлог. Статистика је показала да је преко 80% злочина данас повезано са потребом за новцем. То значи да би се стопа криминала смањила за минимум 80% уколико би се спровела економија заснована на ресурсима, што би довело до нестанка сиромаштва. Осталих 20% би нестало временом уз промену васпитања и околине која нас окружује. Дакле, истраживањима се дошло до закључка да гени и људска природа не представљају узрок данашњих девијантних начина понашања, већ да је узрок околина која нас окружује, која утиче на људе чак и када тога нису свесни. Из тог разлога Фреско тврди да не постоји људска природа, већ само људско понашање, кога обликује окружење.

#### Одлуке у развојној култури
Једно од најчешћих питања која се постављају Фрескоу је „Ко ће доносити одлуке у будућности?“ Фреско на то питање увек одговара одговором „Нико неће доносити одлуке, до одлука ће се долазити.“ То би значило да се одлуке не би заснивале на личним ставовима, већ на научним чињеницама. Тако би се нпр. при одлучивању о изградњи бране у обзир узимати сви фактори (брзина протока реке, расположиви ресурси, кретање рибе, позитивни и негативни утицаји на животну средину итд). На основу истраживања тих фактора дошло би се до одлуке о томе од ког материјала је најбоље направити брану, које висине, колико ће дуго бити ту (због могућих негативних утицаја не екосистеме) исл. Негативни и позитивни ефекти најпажљивије ће бити изучавани при променама у медицини и исхрани, а истраживања ће бити вршена у лабораторијама. Уколико су више идеја подједнако ефикасне, примениће се све. Иако се овакве методе анализе користе и данас, Фреско сматра да је данас профит увек испред добробити човека.
До многих одлука долазиће компјутери. Они ће нпр. пратити потражњу и у складу са њом ће контролисати производњу и дистрибуцију одређеног производа. Машине ће такође вршити анализу ваздуха и аутоматски га пречишћавати у случају загађења. Фреско стално наглашава да машине неће надгледати нити контролисати људе. Он сматра да се данашње одлуке заснивају на мишљењу политичара који су, како каже, у основи глупи људи који не знају ништа о свету који их окружује.

#### Језик истоветног значења
Фреско верује да данас препреку у разумевању и разговору представља и данашњи језик. Свака реч коју чујемо наш мозак региструје и ми је тумачимо на основу пређашњих искустава. То значи да две особе које су живеле у различитим условима могу да различито тумаче исту реч. Због тога особе различитих система вредности имају проблема у комуникацији и разумевању.
Као други проблем данашњег језика Фреско наводи аутоматизоване изразе који немају основе у стварном свету. Због тога сматра да је језик којим се данас говори изузетно сиромашан информацијама.
Фреско верује да ће људи у будућности развити језик који ће остављати мање простора за слободна тумачења и у коме ће свака реч имати основе у физичком свету. Такав језик би, како он каже, олакшао разговор и дељење идеја.

### Кораци ка остварењу циља
Жак Фреско и Роксен Медоуз, руководиоци пројекта Винус свесни су да се промена за какву се они залажу не може десити преко ноћи. Зато су пут ка остварењу циљева пројекта Винус поделили на 4 најважније фазе.

#### Прва Фаза
Прва фаза дугорочних планова пројекта Винус је већ у току. Жак Фреско и Роксен Медоуз су изградили истраживачки центар на 9 хектара земље у центру града Винус у Флориди како би могли боље да представе своје предлоге. Снимљена су четири DVD диска, одштампани памфлети и књиге, „Најбоље што новац не може купити: изнад политике, сиромаштва и рата“ како би се повећала свест о овом пројекту и многим његовим предлозима. Направљено је стотине футуристичких модела, као и много компјутерских анимација како би се ови циљеви могли визуелизовати.

#### Друга фаза
Друга фаза је производња филма који би приказао како би функционисао свет који прихвата предлоге пројекта Винус. Овај филм би понудио позитивну визију мирољубивог друштва у којем би сва људска бића чинила глобалну породицу, цивилизацију у којој сви људи покушавају да боље разумеју свет који деле са другима. Овај филм је замишљен тако да буде забаван и едукативан и за старије и за млађе, а представља и добро средство за премошћавање разлика између нација.

#### Трећа фаза
Да би тестирао дизајн и предлоге, пројекат Винус ради на томе да преведе своје замисли у праксу изградњом експерименталног истраживачког града са двоструком функцијом:
1. Тестирање функционалности дизајна и предлога Пројекта Винус и пружање информација потребних да би се људима омогућило да се интелектуално и емоционално прилагоде друштвеној транзицији.
2. Успостављање перманентног центра за планирање који би у будућности био коришћен за дугорочно и краткорочно планирање глобалних пројеката који би помогли да се имплементира економија заснована на ресурсима и искорени несташица, глад, сиромаштво и остале друштвене болести.

Ово не би било приватно предузеће неколико одабраних људи, већ град који је отворен за посете. Предложена кружна конфигурација нових градова није само питање стила архитектуралне концепције; то је производ година истраживања о окружењу које на најпрактичнији начин служи потребама становника, а истовремено штеди ресурсе и штити околину. Без ширег знања симбиотичких односа између човечанства и природе, било би веома тешко доћи до функционалних решења за већину наших проблема. Пројекат Винус је узео у обзир и ово и многе друге факторе.
Овакав кружни дизајн би био прототип за серију нових градова који би били изграђени на различитим местима широм света. Брзина напредовања зависила би од доступности прикупљеног новца и од броја људи који би се идентификовали са овим правцем развоја, учествовати и подржавали га.
Како би се нове заједнице развијале и постајале шире прихваћене, формирали би се врло чврсти темељи новог друштва. Чланови пројекта Винус кажу да је пожељније да се то деси кроз процес еволуције а не револуције.

#### Четврта фаза
Након што би био направљен експериментални град за истраживање, планирана је изградља тематског парка који би забављао и информисао посетиоце о хуманим стиловима живота који не штете животном окружењу. Садржао би интелигентно дизајниране градове; куће, велику ефикасност, еколишке системе превоза, напредну компјутерску технологију; и много других иновација које могу повећати вредност живота свих људи - у најкраћем временском року.

## Реакције јавности

### Присталице пројекта
Иако Пројекат Винус под овим именом постоји више од 15 година, број његових присталица и чланова првих година постојања је споро растао. Пројекат је постао популаран тек након снимања документарних филмова који приказују његове циљеве. Први документарни филм „Будућност по нацрту“ (енгл. "Future by Design"), је режирао Вилијам Газетски (енгл. William Gazecki). У овом филму редитељ је приказао Фрескову биографију, као и његове идеје за будућност. Следећи филм у коме су представљене идеје овог пројекта, био је документарни филм Питера Џозефа Цајтгајст: Прилог. Он је снимљен 2008. године и у њему се Пројекат Винус представља као могуће решење за друштвену и еколошку кризу приказану у филму. Манифест овог филма био је развијање покрета Цајтгајст (енгл. "The Zeitgeist Movement"), који је за свој главни циљ имао ширење идеје пројекта Винус. Током 2010. године, Жак је са Роксен путовао широм света, као одговор на растуће интересовање за пројекат Винус. 15. јануара 2011. у биоскопима се појавио нови филм Питера Џозефа, Цајтгајст: Корак напред, који је придао још већи значај пројекту Винус и будућности за коју се пројекат залаже. У филму су детаљније објашњене идеје и решења за данашње проблеме. Осим покрета Цајтгајст, пројекат Винус подржавају и америчка организација Ексамплар зироу (енгл. Exemplar-Zero Initiative) и Грчка организација Пангеа, чији је заправо главни циљ информисање јавности о пројекту Винус. Тренутно Фреско држи предавања у истраживачком центру, у Винусу, на Флориди, где редовно сваке недеље долази све више људи са жељом да сазна више о циљевима и предлозима пројекта Винус.
Циљеви пројекта Винус представљени су и у тринаесточасовном документарном филму ТРОМ (енгл. The Reality of Me), који детаљно описује садашње стање и свест људи и друштва. Као решење за садашње проблеме приказане у филму, нуди се економија заснована на ресурсима.
Процена је да данас око 50.000.000 људи зна за пројекат Винус, од чега нешто више од 500.000 јесу чланови покрета Цајтгајст. Велики број присталица пројекта Винус чланови су тимова пројекта Винус. Тимови су сврстани у 3 основне категорије: централни тимови, дизајн тимови и тимови подршке. 31. јануара 2012 активисти пројекта Винус објавили су на интернету часопис о пројекту Винус који садржи теме о савременој технологији, достигнућима, интервјуе и новости о пројекту Винус у свету.

#### Цајтгајст покрет
Покрет Цајтгајст (енгл. "The Zeitgeist Movement") је настао 2008. године након приказивања документарца Питера Џозефа „Цајтгајст: Прилог“. Покрет је у време оснивања сматран активистичким огранком пројекта Винус. Данас покрет броји више од 500.000 чланова, са огранцима у скоро свим државама света. Постоји и српски огранак глобалног покрета Цајтгајст, који броји око 1.500 чланова. Због превода немачке речи Zeitgeist - дух времена, српски огранак назива се Покрет у духу времена. У многим текстовима о покрету Цајтгајст често се наилази на реч TZM која представља скраћеницу оригиналног, енглеског назива покрета The Zeitgeist Movement. Основни циљ покрета Цајтгајст је ширење информација о могућем решењу за данашње проблеме, то јест ширење информација о пројекту Винус.
Оснивач покрета, Питер Џозеф, режирао је серију документарних филмова о покрету. Питер Џозеф је најпре режирао Цајтгајст филм (енгл. "Zeitgeist, the Movie"), у коме је исказао своје погледе на религију и садашњу економију и време. Први део његове серије документарних филмова ипак нема везе са покретом који је настао тек након после приказивања другог дела.
Због несугласица око прикупљања донација за снимање филма, пројекат Винус се формално одвојио од покрета Цајтгајст у априлу 2011. године. Повод за раздор између ове две организације настао је због одбијања прихватања правне заштите Питера Џозефа, оснивача покрета Цајтгајст, као и несугласица у вези са снимањем филма (друге фазе пројекта Винус). Данас се покрет Цајтгајст више не сматра активистичким огранком пројекта Винус, иако се и даље залаже за његове циљеве.

### Питање утопије
Истраживајући да ли је Фрескоова визија утопија Виктор Вакштајн (енгл. Viktor Vakhshtayn) тврди да је Фреско спроводио перспективу која заобилази перспективе утописта 20. века. Он је описао Фрескову визију овим речима: „Говори нам о дубокој прошлости будућности“. Такође је рекао: „Цела историја 20. века је историја смрти утопије. То је оно што је Жаку Фреску дало такву моћ. Он је скочио из 19. у 21. век прескачући при томе 20. век. То је један корак од Жила Верна до Жака Фрескоа, корак који је веома моћан. То наставља да ме задивљује.“
У одговору на поређење своје идеје са утопијом Фреско је изјавио: „Не верујемо у погрешно схватање утопијског друштва. Тако нешто не постоји. Друштва су увек у стању транзиције. Ми предлажемо алтернативни правац, који се бави узроцима многих наших проблема. Не постоје крајње границе људског и технолошког развоја.“.
Са ширим схватањем утопизма од Фрескоа, Вакштајн након своје почетне процене наводи да изгледа да Фреско има 4 или 5 карактеристика утописта 20. века. То су веровање у рационалност науке, веровање у технолошке процесе, да технологија треба да побољша животе људи и да се градови надгледају из центра. Једина карактеристика која је преостала да би се затворило питање утопизма била је „крајња граница“, и то је управо елемент који Фреско често наглашава. Вакштајн закључује ово питање изјавом: „Када кажемо утопија, не мислимо да се не може применити. Толико утопија је примењено у 20. веку. Оне су дискредитоване због пуштања у живот.“ Вакштајн даље оптужује Фрескоа за неодговарање на еписемолошко питање, односно како ће неко знати да ће се след догађаја одиграти како он очекује.
Фреско се обратио овим изјавама доношењем апела:
„Имамо технологију за изградњу глобалног раја на Земљи, и у исто време имамо моћ да завршимо живот какав знамо. Ја сам футуриста. Не могу предвидети тачну будућност, већ само оно што можемо уколико користимо Земљу и њене ресурсе интелигентно. Уколико цивилизација настави садашњим путем, једноставно ће поновити исте грешке из почетка“.
Усмеравајући пажњу на оптужбе утопизма, писац са Копнхагенског института за будућа истраживања, каже:
„За већину људи обећање пројекта звучи као недостижна утопија, али ако је преиспитате мало ближе, видећете изненађујуће велики број научно потврђених аргумената који отварају читав нови свет могућности“. Други писац истог института истиче:
„Можда је модерно тумачење речи „утопија“ криво за ситацију у којој ренесансни човек и футуриста Жак Фреско каже да он не жели да назива своје животно дело, пројекат Винус, утопијом. Међутим, ова визионарска идеја будућег друштва има много заједничких карактеристика са утопијом. Реч утопија има двоструко значење, грчког је порекла и може значити добро место и место кога нема, односно непостојеће место. Добро место је управо то чему је Фреско посветио свој живот и за шта се бори.“